# 江順德

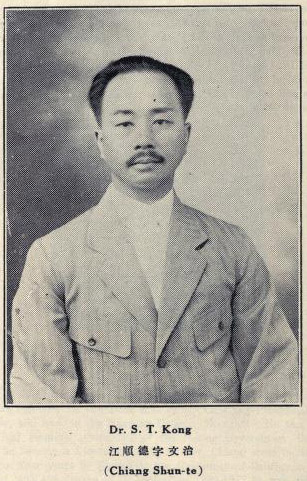

江顺德（1880年—？）字文治，广东省新安縣(宝安县)布吉下李朗村 客家人，中国矿冶工程师。

## 生平
庚辰年(1880)生於新安李朗禮拜堂(福音堂),祖父 江覺仁為李朗禮拜堂(福音堂-基督教巴色會會於1855年在廣東最早建立的客家語教堂之一)的創辦人。早年蒙兩廣總督張之洞挑選到天津北洋大學堂就讀^{1}。1895年至1900年，他就读于天津的北洋大学堂。1902年起，他在加州大学就读三年，1905年获理学士（B. S.）学位。此后两年，他在哥伦比亚大学学习，1907年获得文學碩士（M. A.）学位。
归国后，他参加留学生考试，1908年(光緒34年)获得游學畢業工科進士,及後至翰林院庶吉士^{1}。此后他被湖南政府聘为采矿和冶金工程师，任职至1909年。1909年至1912年，他任湖南官办的设在长沙的黑铅炼厂（Lead and Silver Smelting Works）总工程师。该厂是中国人自办的首家采用科学冶炼技术的炼铅厂，至1925年前后仍在运营。1912年他出任广东政府的总工程师，并兼任广东政府分析实验室及化工部（Canton Government Analytical Laboratory and Chemical Department）帮办（Co-director）。1913年至1915年，他任增城帽峯山金矿及加工公司（Tsang Shing Mao-Fung-Shan Gold Mining and Milling Company）总工程师。此后他任湖南政府冶炼厂（Hunan Government Smelting Works）的总工程师及技术经理（technical manager），该厂冶炼锑。
第一次世界大战结束后，锑的价格大幅下跌，他遂建议湖南政府将铜钱冶炼为铜和锌。他成功地冶炼出纯的铜和锌，这在该省有力地抑制了外国输入的铜的价格。他是明星公司（Bright Star Company）的创始人、经理及总工程师，该公司生产锌氧化物、颜料及涂料。该公司在湖南长沙设工厂，总部设在湖北汉口。1924年起，他任刚刚创建的汉口道松学校（音译）（Dau Sung School）的董事会主席。1924年至1929年，他任香港的國民商業儲蓄銀行（National Commercial and Savings Bank）汉口营业部经理。他热衷于中华基督教青年会的活动，1920年起任武汉基督教青年会董事会主席。他还曾任武昌的文華大學（Boone University）董事会董事。自1905年起，他是美国矿冶工程师学会（American Institute of Mining and Metallurgical Engineers）成员。
1929年，洪帮大爷刘玉堂、江顺德、谭芹生合股10万元，盘顶了意大利商人鲍特在汉口的环球大戏院，将该戏院重建并更名为光明大戏院（今为中南剧场）。